# Josep Agüir Esquer
Josep Agüir Esquer (Guadassuar, segle xvii) fou un bandoler valencià.

## Biografia
Originari de Guadassuar, va passar a viure a Llombai en el període de les repoblacions posteriors a l'expulsió dels moriscs. Es va casar, l'abril de 1640, amb Jacinta Visiedo Alzamora.
A la darreria de la dècada dels anys 30 del segle xvii hi havia una sèrie de tensions al Marquesat de Llombai, que començaren al voltant de la figura del governador don Alonso Ximenez d'Espejo i s'hi van formar dos bàndols enfrontats. El duc de Gandia i marquès de Llombai va enviar una comissió per a resoldre els problemes. No obstant això, encara que es van calmar les coses i el governador va ser substituït per Jaume Bendicho el 1640, hi ha notícia de presos tancats a les torres de Serrans per haver comés assassinats al marquesat.
La dècada dels anys 40 va ser una etapa convulsa, tant a Llombai, Catadau i Alfarp com a bona part del Regne de València, pels fets violents que s'hi produïren. L'any 1641 es van barallar Agustí Donat i Vicent Roig, d'Alfarp, per culpa d'una troballa de monedes d'or. Vicent Roig i Josep Romero varen intimidar Agustí Donat i van exigir-li que repartís la moneda. Agustí, amb el seu germà Vicent, va cercar el suport d'Andreu Esquer, natural de Guadassuar però veí de Llombai, oncle de Josep Agüir. Esquer va intentar posar pau entre Romero i els Donat, però als pocs dies Josep Romero intentà tirar una escopetada a Vicent Donat en la plaça Major de Llombai.
Davant d'això, Esquer es va encarar amb Romero anant a buscar-lo escopeta en mà, mentre aquest es refugiava al convent de Santa Creu. Va ser necessària la vinguda d'alguns homes d'Algemesí per a posar pau entre les parts. No obstant això, una vesprada del mes de maig de 1641 que Andreu Esquer anava al convent perquè li ferrassin una mula, quan arribà a la porta de l'església, Josep Romero i Baltasar Pineda li tiraren tres escopetades i el remataren d'un tir al cap. Va ser enterrat el 20 de maig de 1641.
Llavors els assassins d'Esquer anaren a buscar el seu fill i sobretot el seu nebot Josep Agüir Esquer, per a matar-los i evitar que venjassin la seva mort. Però Josep i el seu cosí havien fugit del poble per salvar la vida. Aleshores Josep Agüir va ajuntar gent per a enfrontar-se a Romero i als seus. Així començà una guerra oberta entre els partidaris dels Donat i els de Romero, en la qual, un divendres del mes de setembre de 1641, Josep Agüir, acompanyat d'uns vint homes, va matar dos amics de Romero. Els morts eren Pere Soler, de Catadau, i Vicent Company, de Llombai. Amb aquests actes Agüir mostrava la seva força i debilitava els seus contraris. A més, assaltaren les cases de Josep Romero i de Baltasar Pineda per a tractar de capturar-los, però no els trobaren.
L'endemà, el justícia de Carlet donà avís que s'havien produït una sèrie de tirs en la Devesa del comte de Carlet i que havien aparegut dos homes morts en un barranc de Catadau. Quan el governador i els justícies del Marquesat anaren a buscar-los, van observar que els cossos eren d'un jove de Bunyol i un altre de Laguar, i que no els havien mort en aquell lloc, sinó que, seguint el rastre de sang, van descobrir que els havien mort al terme de Carlet i posteriorment els havien transportat amb un cavall, perquè els trobassin allà.
Posteriorment, dins del Marquesat es van produir altres morts que estaven relacionades, ja que en estar la societat dividida entre partidaris d'uns i altres en contra, es donaren una sèrie de morts entre els Peixo i els Gurrea (partidaris dels Donat) contra els Romeu (partidaris de Romero). També consten en este període diferents crides públiques per a prohibir donar ajuda tant a Romero com a Josep Agüir, sota pena de galeres i multa econòmica. El 1646 Baltasar Pineda seria pres a la frontera castellana, per Requena, i portat a València, on seria penjat a la forca. Per contra, Josep Romero ja no torna aparèixer més en la documentació.
Aleshores Agüir es convertí en assaltant de camins i establí relació amb un altre dels bandolers famosos del moment: Pere Xolvi, que durant una temporada va recórrer les terres del Marquesat. Resumint, en aquests anys Josep Agüir va formar part d'una bandositat que va actuar per l'Horta de València, motiu pel qual es va situar ja en una vida plenament delictiva, anant agavellat de forma habitual i amb armes prohibides per la justícia, i sent denunciat per distintes crides públiques.
A finals de 1647 Josep Agüir era de bell nou pel Marquesat de Llombai, i hi ha constància de l'últim crim que va perpetrar a Llombai en enfrontar-se a Francesc Ferrando, jove de 24 anys, perquè aquest li havia tallat l'aigua mentre regava alfals i l'havia provocat. La discussió va acabar quan van traure les escopetes i es van disparar mútuament. Josep Agüir va ferir Ferrando, però aquest, ferit i tot, va intentar perseguir-lo mentre Agüir se n'anava cap a l'ermita de Sant Antoni, i aquest li va disparar altre cop.
Junt amb el seu amic Pere Xolvi assaltà encara, l'abril de 1648, el convent de Sant Joaquim de Paiporta, i quan el virrei va fer un gran desplegament per agafar-los, de nou tornà a fugir cap a Llombai per a burlar la justícia. Però ací va començar a realitzar abusos, com és ara entrar en algunes cases per la força, en unes per a robar, i en una altra per amenaçar una dona i violar una vídua.
Finalment fou capturat aprofitant que li havien donat una beguda que l'havia deixat atordit, cosa que degué ser resultat de la traïció d'alguns dels seus companys per a cobrar la recompensa que oferia per ell el virrei, o bé perquè algun enemic seu trobà l'ocasió i va poder venjar-se'n entregant-lo a la justícia. Va ser tancat a les torres de Serrans i morí penjat a la forca, en la plaça del Mercat de la ciutat de València, el 2 de maig de 1648.